# Mailhac
Mailhac là một xã của Pháp, nằm ở tỉnh Aude trong vùng Occitanie. Người dân địa phương trong tiếng Pháp gọi là Mailhacois.

## Hành chính
| Danh sách các xã trưởng                |           |                  |      |              |
| Giai đoạn                              | Giai đoạn | Tên              | Đảng | Tư cách      |
| tháng 3 năm 2008                       |           | Gérard Schivardi | POI  | Tổng ủy viên |
| tháng 3 năm 2001                       | 2008      | Gérard Schivardi | PS   | Tổng ủy viên |
| 19XX                                   | 19XX      | Henry Bousquet   |      |              |
| Tất cả các dữ liệu trước đây không rõ. |           |                  |      |              |

## Thông tin nhân khẩu
| 1793 | 1800 | 1806 | 1821 | 1831 | 1836 | 1841 | 1846 | 1851 |
| ---- | ---- | ---- | ---- | ---- | ---- | ---- | ---- | ---- |
| 405  | 389  | 430  | 429  | 445  | 451  | 462  | 518  | 512  |

| 1856 | 1861 | 1866 | 1872 | 1876 | 1881 | 1886 | 1891 | 1896 |
| ---- | ---- | ---- | ---- | ---- | ---- | ---- | ---- | ---- |
| 554  | 619  | 662  | 593  | 625  | 685  | 604  | 622  | 664  |

| 1901 | 1906 | 1911 | 1921 | 1926 | 1931 | 1936 | 1946 | 1954 |
| ---- | ---- | ---- | ---- | ---- | ---- | ---- | ---- | ---- |
| 679  | 574  | 536  | 624  | 596  | 598  | 570  | 520  | 421  |

| 1962                                         | 1968 | 1975 | 1982 | 1990 | 1999 | 2005 | - | - |
| -------------------------------------------- | ---- | ---- | ---- | ---- | ---- | ---- | - | - |
| 481                                          | 449  | 403  | 358  | 310  | 373  | 390  | - | - |
| Số liệu kể từ 1962 : dân số không tính trùng |      |      |      |      |      |      |   |   |

Graphique de l'évolution de la population 1794-1999